# Briquenay
Briquenay település Franciaországban, Ardennes megyében. Lakosainak száma 89 fő (2022. január 1.). Briquenay Beffu-et-le-Morthomme, Boult-aux-Bois, Germont, Harricourt, Longwé, Thénorgues, Verpel és Grandpré községekkel határos.

## Népesség
A település népességének változása:
| Lakosok száma | 130  | 94   | 98   | 125  | 115  | 107  | 98   | 92   | 90   | 89   |
|               | 1968 | 1982 | 1990 | 2006 | 2013 | 2015 | 2017 | 2019 | 2020 | 2022 |